# جروهي
جروهي (Grohe) هي شركة ألمانية لتصنيع التركيبات الصحية ولها مكتب مسجل في هيمر ومقرها الرئيسي في دوسلدورف. منذ عام 2014 ، أصبحت جروهي جزءًا من مجموعة ليكسيل اليابانية. حققت الشركة إيرادات مبيعات مجمعة بلغت 1.35 مليار يورو في عام 2017. توظف جروهي حوالي 6000 شخص حول العالم.

## وصلات خارجية
- موقع شركة جروهي

1. 1 2 3  مذكور في: GRID Release 2017-05-22. تاريخ النشر: 22 مايو 2017. مُعرِّف الغرض الرَّقميُّ (DOI): 10.6084/M9.FIGSHARE.5032286.
2. ↑  وصلة مرجع: https://www.grohe.com/en/corporate/imprint.html.
3. ↑  مُعرِّف قاعدة بيانات البحث العالمية (GRID): grid.480231.c.